# Локальные гомологии
Локальные гомологии — группы гомологий
{\displaystyle H_{n}^{x}=H_{n}^{c}(X,X\backslash x;G)},
определенные в точках {\displaystyle x\in X}, где {\displaystyle H_{n}^{c}} — гомологии с компактными носителями. 
Эти группы совпадают с прямыми пределами
{\displaystyle \lim _{\to }H_{n}^{c}(X,X\backslash U;G)}
по открытым окрестностям {\displaystyle U} точки {\displaystyle x}, а для гомологически локально связных {\displaystyle X} — также с обратными пределами
{\displaystyle \lim _{\to }H_{n-1}^{c}(U\backslash x;G)}

## Свойства
- Гомологическая размерность конечномерного метризуемого локально компактного пространства {\displaystyle X} над {\displaystyle G} совпадает с наибольшим значением {\displaystyle n}, для которого {\displaystyle H_{n}^{x}\not =0}, причем множество таких точек {\displaystyle x\in X} имеет размерность {\displaystyle n}.
- Для обобщенных многообразий {\displaystyle H_{n}^{x}=0} при {\displaystyle n\not =\operatorname {dim} X}.